# Дворец Чепаук
Дворец Чепаук (англ. Chepauk Palace) — официальная резиденция наваба индийского княжества Аркот с 1768 по 1855 год. Дворец расположен в районе Чепаук города Ченнаи, Индия и построен в индо-сарацинском архитектурном стиле.
Является архитектурным и историческим символом района Чепаук, а также достопримечательностью Ченнаи.

## История
В конце Карнатикских войн королевство Карнаты, до этого независимое, попало под протекторат Ост-Индской компании Британии. Наваб Мухаммед Али Хан Валая был близким другом и союзником британцев и был зависим от войск компании ради своей защиты. В итоге, в 1764 году он решил построить для себя дворец за пределами форта Святого Джорджа. Однако, ввиду нехватки места, он вынужден был оставить свои планы и, вместо этого, построил дворец в Чепауке, за несколько миль на юг от форта.
В 1840-х Дворец Чепаук стал центром проведения спортивных турниров Мадраса. Здесь проходили турниры по сквошу, крикету, теннису, хоккею на траве и другим видам спорта. Здесь же и находился Крикетный клуб Мадраса (Madras Cricket Club).
Когда княжество Карнаты было упразднено в 1855 году, по доктрине Лапсе, дворец Чепаук был выставлен на аукцион, чтобы оплатить долги Наваба и, в конце концов, был приобретён правительством Мадраса (ныне Ченнаи). Во дворце располагались офис для Департамента по государственным доходам и сборам (The office of the revenue board), а также Секретариат департамента государственных работ (The Public Works Department (PWD) Secretariat). В 1871 году Роберт Чисхолм построил новое здание государственного архива и департамента по государственным прибылям и доходам.
Дворец Чепаук является частью комплекса Ezhilagam, где размещены правительственные учреждения. Из-за пренебрежительного отношения к памятнику архитектуры, а также разрушающихся стен дворца его прозвали «зданием нестабильной конструкции» (structurally unstable).
Сейчас дворец является историческим и архитектурным памятником Индии.

## Архитектура
Дворец Чепаук состоит из двух частей — северная сторона известна, как Калса Махал, в то время, как южная сторона известна, как Хумаюн Махал. Дворец построен на территории в 177 акров и окружён стеной.

## Галерея
- Дворец Чепаук 1890 год
- Дворец Чепаук
- Дворец Чепаук, 1907 год
- Панорама Дворец Чепаук, фото 2005 год